# داروسازی بالینی

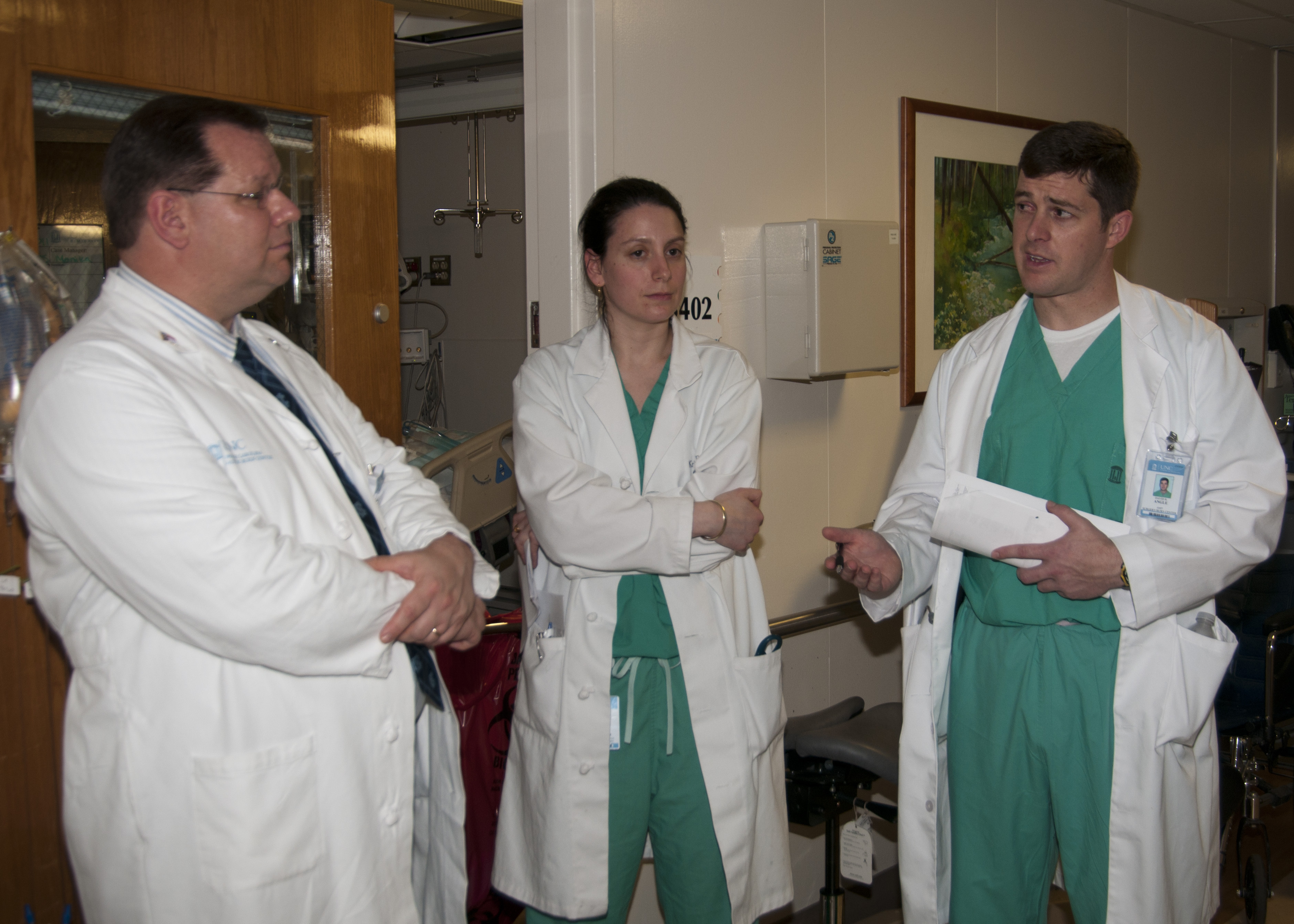
داروساز بالینی در راند بیمارستان در همراهی با پزشکان جهت کمک به تصمیم گیری نحوه درمان دارویی

داروسازی بالینی یکی از رشته های تخصصی داروسازی است که در زمینه کاربرد علوم دارویی و دارودرمانی در بالین بیماران فعالیت دارد. مهمترین رسالت این رشته ارتقاء تجویز و مصرف صحیح و منطقی داروها و کمک به بهبود نتایج و پیامد‌های درمانی در بیماران می باشد. همچنین متخصصین این رشته مدیریت یا اجرای طرح های پژوهشی و بالینی مرتبط با دارودرمانی را بر عهده دارند. خدمات متخصصین داروسازی بالینی در هر دو حیطه بیماران بستری و  بیماران سرپایی بوده و متخصصین این رشته با مرور تاریخچه قبلی و فعلی دارودرمانی بیماران، ارزیابی و پایش درمان و نیز مشکلات احتمالی مرتبط با دارودرمانی به استفاده ایمن تر و مؤثر تر داروها کمک می کنند. برخی از وظایف این گروه از متخصصین بررسی تاریخچه دارویی بیمار، ارائه مشاوره‌های مرتبط با دارودرمانی به پزشکان و سایر اعضاء تیم درمانی، نظارت بر تجویز منطقی دارو، نظارت بر مصرف صحیح دارو توسط بیمار، بررسی عوارض جانبی داروها و گزارش آنها، پیگیری غلظت‌های دارویی در بیماران برای جلوگیری از مسمومیت‌ها، دستیابی به دوز صحیح درمانی (پایش) و در مجموع کمک به بهبود نتایج درمان و کاهش مدت بستری شدن بیماران می باشد.
در حال حاضر در ایران امکان ادامه تحصیل در دوره فلوشیپ مراقبت‌های ویژه (icu) بعد از اتمام رزیدنتی وجود دارد، همچنین امکان پرداخت کارانه به اعضای ویزیت و مشاوره ها، تعریف و معادل متخصص داخلی دریافت دارند.

## داروسازی بالینی در ایران
رشته داروسازی بالینی در ایران از سال ۱۳۷۰ پا به عرصه وجود نهاد و از سال ۱۳۷۴ در دانشکدهٔ داروسازی دانشگاه علوم‌پزشکی تهران پذیرش دستیار تخصصی داروسازی بالینی شروع شد. رشته داروسازی بالینی در ایران با مقطع تخصصی بالینی تعریف شده است ؛ در حالی که سایر رشته های تحصیلات تکمیلی داروسازی ایران در مقطع PhD ارائه می شوند . در بین دانشگاههای علوم پزشکی کشور دانشگاه علوم پزشکی تهران، شهید بهشتی، مازندران، اصفهان و شیراز دارای پذیرش دوره دستیاری و گروه داروسازی بالینی بوده و دانشگاههای علوم‌پزشکی مشهد، جندی‌شاپور اهواز، تبریز و البرز دارای گروه داروسازی بالینی در دانشکده‌ داروسازی می باشند.

## انجمن متخصصین داروسازی بالینی ایران
انجمن متخصصین داروسازی بالینی ایران در سال ۱۳۸۵ از کمیسیون انجمنهای علمی گروه پزشکی وزارت بهداشت، درمان و آموزش پزشکی مجوز فعالیت دریافت نمود و اولین انتخابات اعضای هیئت مدیره انجمن متخصصین داروسازی بالینی ایران در تاریخ ۱۳۸۵/۱۱/۷ با شرکت اکثر متخصصین این رشته از سراسر کشور و نمایندهٔ وزارت بهداشت انجام گردید.